# Out of Reach (singolo)
Out of Reach è un brano musicale della cantante inglese Gabrielle compreso nella colonna sonora del film Il diario di Bridget Jones, nonché nel suo primo greatest hits Dreams Can Come True, Greatest Hits Vol. 1.
Il singolo ha raggiunto la posizione numero 4 nel Regno Unito dove è rimasto in classifica per più di venti settimane. In Italia il brano è stato utilizzato per la campagna pubblicitaria televisiva dei Ferrero Rocher, che vedeva testimonial Juliette Binoche.

## Tracce
CD1
1. "Out of Reach" (album version)
2. "Out of Reach" (Sunship mix)
3. "Out of Reach" (Architechs mix)

CD2
1. "Out of Reach" (album version)
2. "Out of Reach" (Blacksmith Rerub mix)
3. "Out of Reach" (Almighty remix)
4. "Out of Reach" (video)

## Classifiche
| Classifica (2001-02) | Posizione più alta |
| -------------------- | ------------------ |
| Australia            | 9                  |
| Austria              | 52                 |
| Belgio (Fiandre)     | 28                 |
| Brasile              | 23                 |
| Danimarca            | 13                 |
| Germania             | 71                 |
| Irlanda              | 3                  |
| Italia               | 33                 |
| Norvegia             | 10                 |
| Nuova Zelanda        | 2                  |
| Paesi Bassi          | 12                 |
| Portogallo           | 1                  |
| Regno Unito          | 4                  |
| Svezia               | 8                  |
| Svizzera             | 8                  |